# Marly-Gomont
Marly-Gomont är en kommun i departementet Aisne i regionen Hauts-de-France i norra Frankrike. Kommunen ligger  i kantonen Guise som ligger i arrondissementet Vervins. År 2022 hade Marly-Gomont 484 invånare.

## Befolkningsutveckling
Antalet invånare i kommunen Marly-Gomont
Referens: INSEE